# Ramhusen
Ramhusen est une commune allemande du Schleswig-Holstein, située dans l'arrondissement de Dithmarse (Kreis Dithmarschen), à cinq kilomètres au nord-ouest du centre-ville de Brunsbüttel. Ramhusen est l'une des 13 communes de l'Amt Marne-Nordsee (« Marne-mer-du-Nord ») dont le siège est à Marne.